# Jerry Zucker (regisseur)
Jerry Zucker (Milwaukee (Wisconsin), 1 maart 1950) is een Amerikaans filmregisseur en filmproducent, bekend van komische films als The Naked Gun en Rat Race.
Net als zijn broer David Zucker, gaf Jerry vaak kleine rollen aan zijn moeder Charlotte (overleden in 2007) en zijn zus Susan Breslau in door hem geregisseerde films. Met zijn broer en Jim Abrahams vormt hij het regisseurstrio Zucker, Abrahams en Zucker ("ZAZ").

## Filmografie
- 1977 - The Kentucky Fried Movie (scenario)
- 1980 - Airplane! (regisseur)
- 1984 - Top Secret! (regisseur, scenario)
- 1986 - Ruthless People (regisseur)
- 1988 - The Naked Gun: From the Files of Police Squad! (scenario)
- 1990 - Ghost (regisseur)
- 1991 - The Naked Gun 2½: The Smell of Fear (scenario)
- 1994 - Naked Gun 33⅓: The Final Insult (producent)
- 1995 - First Knight (regisseur, producent)
- 1995 - A Walk in the Clouds (producent)
- 1997 - My Best Friend's Wedding (producent)
- 2001 - Rat Race (regisseur)